# Cucullia minuta
Cucullia minuta är en fjärilsart som beskrevs av Heinrich Benno Möschler 1883. Cucullia minuta ingår i släktet Cucullia och familjen nattflyn. Inga underarter finns listade i Catalogue of Life.